# Stepove, Novoukraiinka
Stepove (în ucraineană Степове) este un sat în comuna Ivanivka din raionul Novoukraiinka, regiunea Kirovohrad, Ucraina.

## Demografie
Componența lingvistică a localității Stepove
     Ucraineană (92,22%)
     Română (4,67%)
     Rusă (2,33%)
     Alte limbi (0,78%)
Conform recensământului din 2001, majoritatea populației localității Stepove era vorbitoare de ucraineană (92,22%), existând în minoritate și vorbitori de română (4,67%) și rusă (2,33%).